# Nya Kommunpartiet Eslöv
Nya kommunpartiet Eslöv är ett lokalt politiskt parti i Eslövs kommun som bildades inför valet till kommunfullmäktige 2010. 
I valet till kommunfullmäktige i Eslövs kommun 2010 fick Nya kommunpartiet Eslöv 3,29 procent av rösterna och fick därmed två mandat i kommunfullmäktige.
I valet 2014 ökade partiet och fick 4,7 procent av rösterna och behöll därmed två mandat i kommunfullmäktige.